# Obila diffusata
Obila diffusata là một loài bướm đêm trong họ Geometridae.